# Elachista illectella
Elachista illectella är en fjärilsart som beskrevs av James Brackenridge Clemens, 1860. Elachista illectella ingår i släktet Elachista och familjen gräsmalar, Elachistidae. Inga underarter finns listade i Catalogue of Life.